# Scorn
Scorn es un personaje ficticio en el Universo de DC comics. Su primera aparición fue en Superman #122 en 1997 y, por un tiempo, fue un personaje de relleno regular en la línea de cómics de Superman.

## Biografía ficticia
Ceritak, hijo de Cerimul, nació en la Ciudad Embotellada de Kandor, un lugar extradimensional habitado por una variedad de criaturas de todo el Universo. La mayoría de los habitantes descienden de seres aprisionados en Kandor en algún momento o por la computadora viviente Brainiac o por el mago Tolos quien robó la ciudad embotellada a Brainiac. La especie a la que pertenece Ceritak se distingue por tener una piel de color azul oscuro, físico robusto y dos cuernos que salen de su frente.
Aun cuando su padre Cerimul servía como uno de los cancilleres de élite impuestos por Tolos con la tarea de gobernar Kandor, Ceritak se desarrolló siendo un joven rebelde. Obsesionado con escapar de su prisión en Kandor, Ceritak aprovechó la oportunidad causada por una disrupción transitoria en la pared energética que separaba la dimensión de Kandor de la dimensión fuera de la ciudad.
Encontrándose en la Tierra, Ceritak, al principio incapaz de comunicarse con los locales, por un malentendido fue tomado como un peligro para la población y fue apodado "Scorn" (Desprecio) por los medios. Después de encontrarse con Superman logró probar su naturaleza bondadosa y sus buenas intenciones. Con el tiempo se convirtió en un aliado frecuente de Superman ayudándolo a derrotar personajes peligrosos como Saviour, El Parásito, el Cyborg y Deathtrap. En ese tiempo 'Scorn' salvó y se hizo amigo de Ashbury Armstrong, la hija del columnista conservador del Daily Planet Dirk Armstrong, quien vio esta relación con mucha preocupación. Ceritak, Ashbury y Jimmy Olsen escaparon de una fiesta de halloween organizada por Lex Luthor y junto con la hechicera Misa por un tiempo formaron un grupo de jóvenes aventureros (que recordaban a los Forever People) viajando por la Zona Salvaje a las afueras de Metrópolis con un vehículo futurista y, en una ocasión, ayudando a los Teen Titans. Eventualmente Scorn fue capturado por un grupo de mercenarios que trabajaban para Lex Luthor. Con la supervisión de Luthor (apareciendo con una forma holográfica y bajo el nombre de 'Gustav Milan') ellos empezaron a experimentar con él para averiguar cosas sobre Kandor. Luego Jimmy y Misa, habiendo buscado a Scorn por un tiempo, sin resultado Ashbury comenzó a buscarlo por su cuenta solo para terminar prisionera. Pronto Misa y Jimmy lograron localizarlos y - ayudados por una criatura azul, extraña y pequeña (que luego se identificó como un 'Fuzzlet', una creación del Project Cadmus) - lograron escapar justo antes de que Luthor explotara todo el granero donde la prisión estaba colocada, matando a sus secuaces en el proceso.
Poco tiempo después Scorn y Ashbury ayudaron a Superman Rojo en la pelea con dinosaurios que aparecieron en Metrópolis debido a anomalías temporales.
Después, Scorn y Ashbury acompañaron a Superman en un viaje a Kandor, de nuevo peleando contra el Cyborg, quien trataba de apoderarse de la Ciudad Embotellada, y finalmente reconciliándose con su padre. Luego, de nuevo en Metrópolis, Dirk Armstrong discutió con Ashbury sobre sus calificaciones y la llevó a ella y a Scorn a su casa. Poco tiempo después de volver a Metrópolis, Scorn desapareció dejando solo una nota en su lenguaje extraterrestre. Scorn no ha vuelto a aparecer.